# Gustave Eiffel
Alexandre Gustave Eiffel [aleksãːdr güstaːv efel] (15. prosince 1832 Dijon – 27. prosince 1923 Paříž, vlastním jménem Alexandre Gustave Bönickhausen) byl francouzský konstruktér a architekt, který se proslavil konstrukcí Eiffelovy věže (1887–1889) a návrhem kostry Sochy Svobody (1885).

## Život a kariéra
Narodil se v Dijonu, Côte-d'Or, ve Francii. Příjmení Eiffel získal po německých předcích z počátku 18. století. Jeho matka Catherine Eiffel obchodovala s uhlím, což dostatečně finančně zajistilo rodinu. Eiffel nejdříve studoval na Lycée Royal de Dijon a pokračoval na Ecole Centrale des Arts et Manufactures v Paříži, kde se specializoval na chemii. Diplom obdržel v roce 1855 a poté vystřídal několik zaměstnání a nakonec skončil jako šéf konstrukční společnosti, která navrhovala železniční mosty.
V roce 1862 se Eiffel oženil s Marií Gaudeletovou, se kterou měl pět dětí, tři děvčata a dva chlapce. Jeho manželka v roce 1877 zemřela a Eiffel si poté vzal Chantall Letouovou.
Konzultoval se stavební firmou a s podporou belgického inženýra Téophile Seyriga se účastnil mezinárodní nabídky navrhnout a vybudovat 160 m dlouhý železniční most přes řeku Douro mezi Portem a Vila nova de Gaia v Portugalsku. Jeho návrh zvítězil, protože obsahoval jedinečnou strukturu a byl málo nákladný. Ponte Maria Pia je dvojitý obloukový most, jehož stavba pokračovala rychle a most byl postaven za dobu kratší, než dva roky (od 5. ledna 1876 do 4. listopadu 1877). Most byl hojně využíván až do roku 1991 (114 let), poté byl nahrazen mostem Ponte de São João (Most svatého Jana), navrženým inženýrem Edgarem Cardosem.
Navrhl také pavilon La Ruche v Paříži. Tato stavba se stala, stejně jako Eiffelova věž, orientačním bodem města. Jedná se o kruhovou strukturu, která vypadá jako velký včelí úl (fr. la ruche [rüš]). Eiffel také vybudoval viadukt Garabit, železniční most blízko Ruynes-en-Margeride v departementu Cantal. Dále Gustave Eiffel navrhl například maják usazený na ostrově Mony v Portoriku. Maják byl vystavěn v roce 1900 Spojenými státy, které získaly ostrov po konci španělsko-americké války.

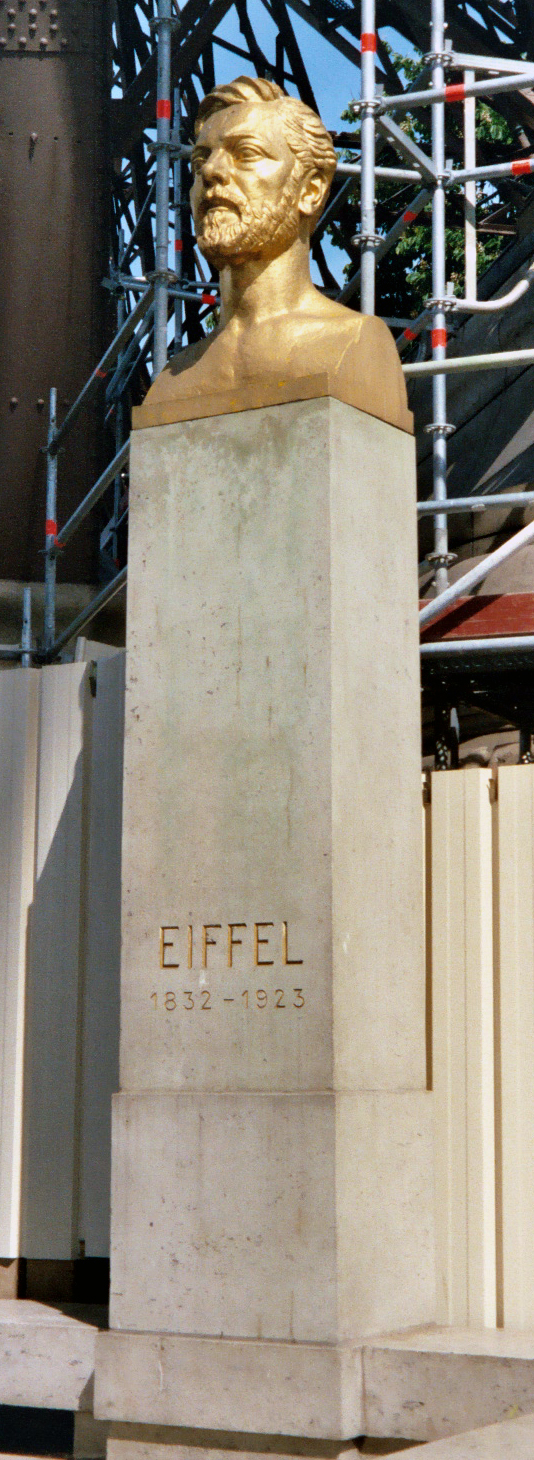
Busta Alexandrea G. Eiffela
u Eiffelovy věže

Od roku 1887 se podílel na budování Panamského kanálu. Když projekt v roce 1889 skončil krachem, byl Eiffel spolu s otcem a synem Lessepsovými obviněn z podvodu a odsouzen k dvouletému žaláři. Odseděl si ale pouze 10 dní. Odvolací soud však rozsudek po přezkoumání zrušil a Eiffela zcela osvobodil. Tento skandál zapříčinil, že se Eiffel uzavřel do sebe a nechtěl mít už nic se stavitelstvím a politikou.
Později, vzhledem k tomu, že byl velký fanoušek letectví, začal pouštět zdarma do svého aerodynamického tunelu letecké konstruktéry. Chtěl jen, aby zajímavé výsledky mohl sám osobně publikovat. Zároveň byl leteckým inženýrům k dispozici se svými zkušenostmi a poskytoval jim cenné rady. Aerodynamický tunel, původně sám navrhl a zkonstruoval, aby mohl zkoumat vliv větru na mostní konstrukce a na konstrukce budov. Tento větrný tunel se využívá dodnes. Pro zajímavost, vrtule větráku má průměr 4 metry a váží 7 tun.
Zemřel 27. prosince 1923 ve svém panském sídle na Rue Rabelais v Paříži. Byl pohřben na hřbitově v Levallois-Perret.
Jím navržené stavby měly velké společenské a politické dopady na svět. Jeho tvorba zahrnovala mosty, Eiffelovu věž a Sochu Svobody.
Mosty, které navrhl, byly postaveny na mnoha místech světa. Umožnily snadnější a rychlejší cestování a obchod v oblastech, kde se nacházely. Mnoho z jeho mostů nevyžadovalo kvalifikované pracovníky, což při stavbě šetřilo náklady.
Eiffelova věž měla obrovský dopad na Francii. Věž byla středobodem světové výstavy roku 1889 a přilákala miliony lidí do Paříže. V roce 1889 ji navštívily téměř dva miliony lidí. Věž se rychle stala turistickou atrakcí a přinesla velké množství peněz do ekonomiky Francie. Stala se rychle národním symbolem Francie a přinesla důvod místním obyvatelům být na svou zemi pyšní.
Socha Svobody byl dar Francie Spojeným státům americkým. Eiffel sám vypracoval bedlivě vnitřní strukturální prvky této sochy tak, aby byly co nejlepší a věnoval tomu mnoho svého času. Tento dar prokázal přátelství a respekt mezi Francií a Spojeným státy americkými. Stejně jako u Eiffelovy věže se Socha Svobody stala rychle národním symbolem svobody ve Spojených státech a dala obyvatelům důvod pro pýchu. Brzy se stala velkou turistickou atrakcí.

## Galerie nejznámějších prací

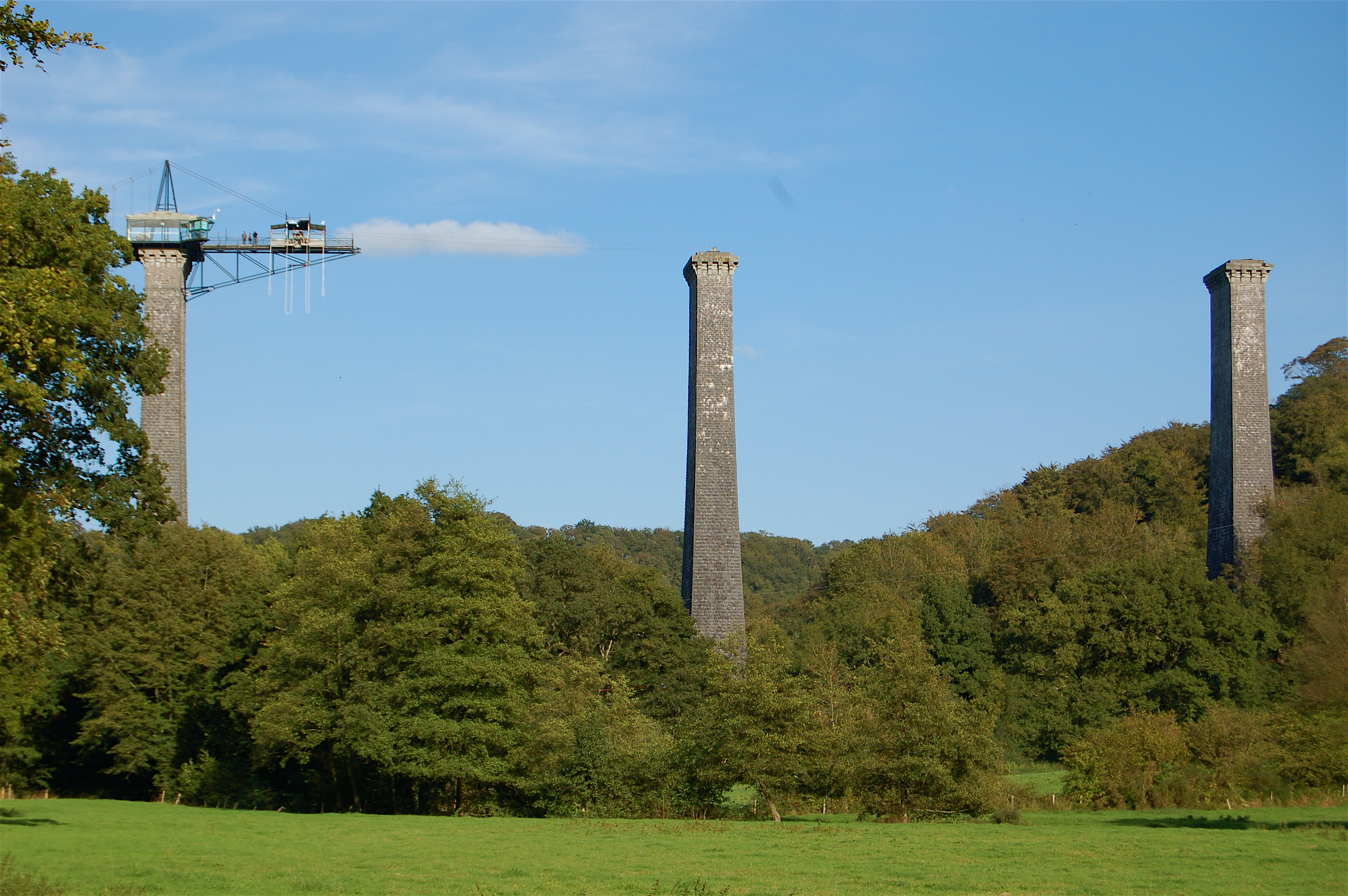
Viaduc de la Souleuvre
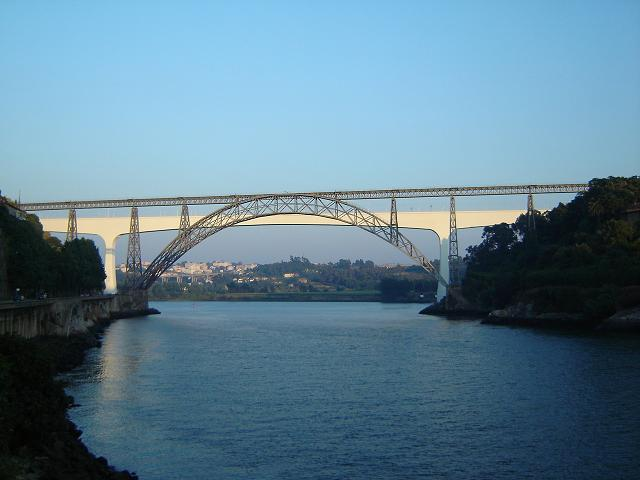
Most Maria Pia
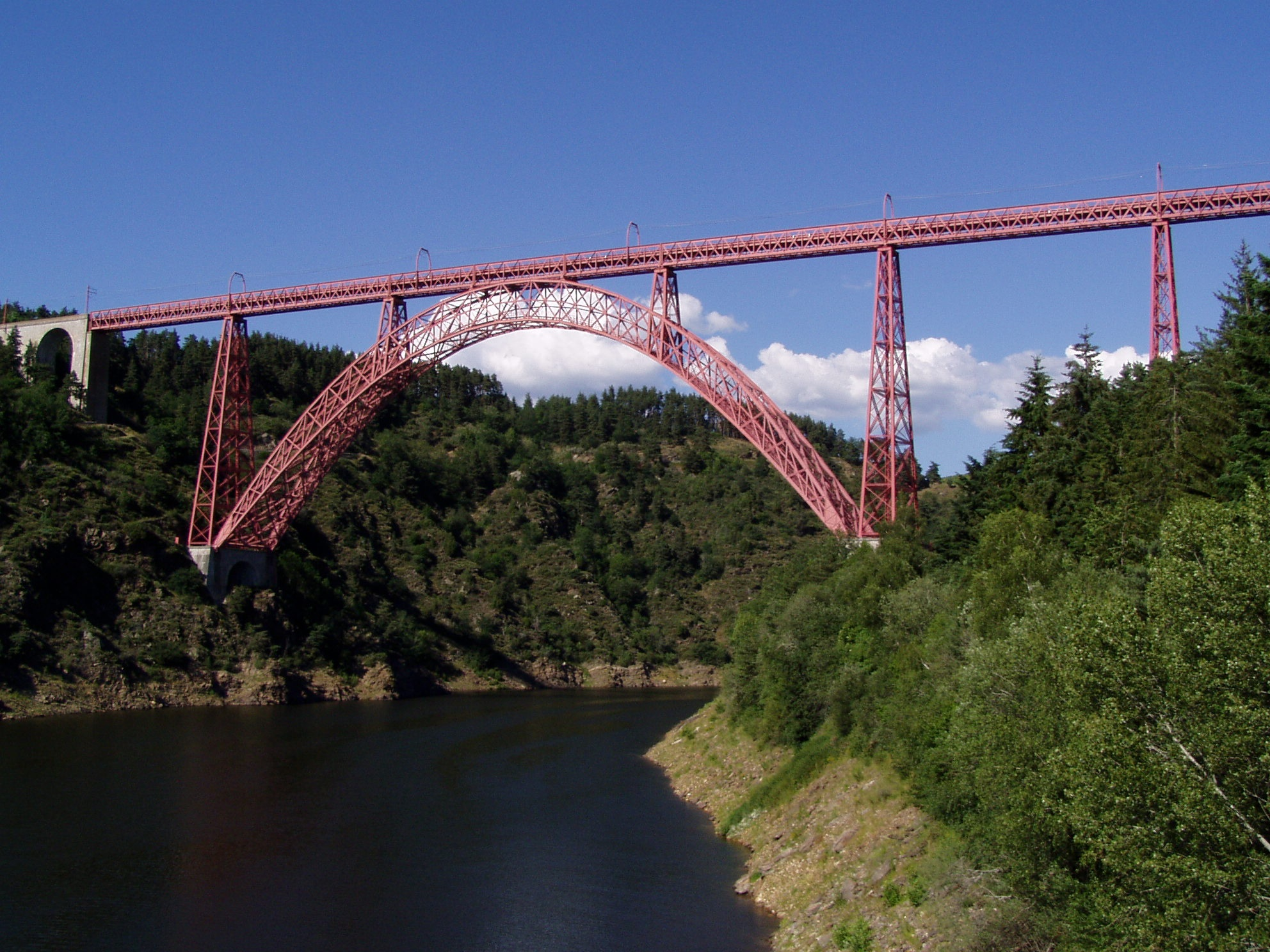
Viadukt Garabit
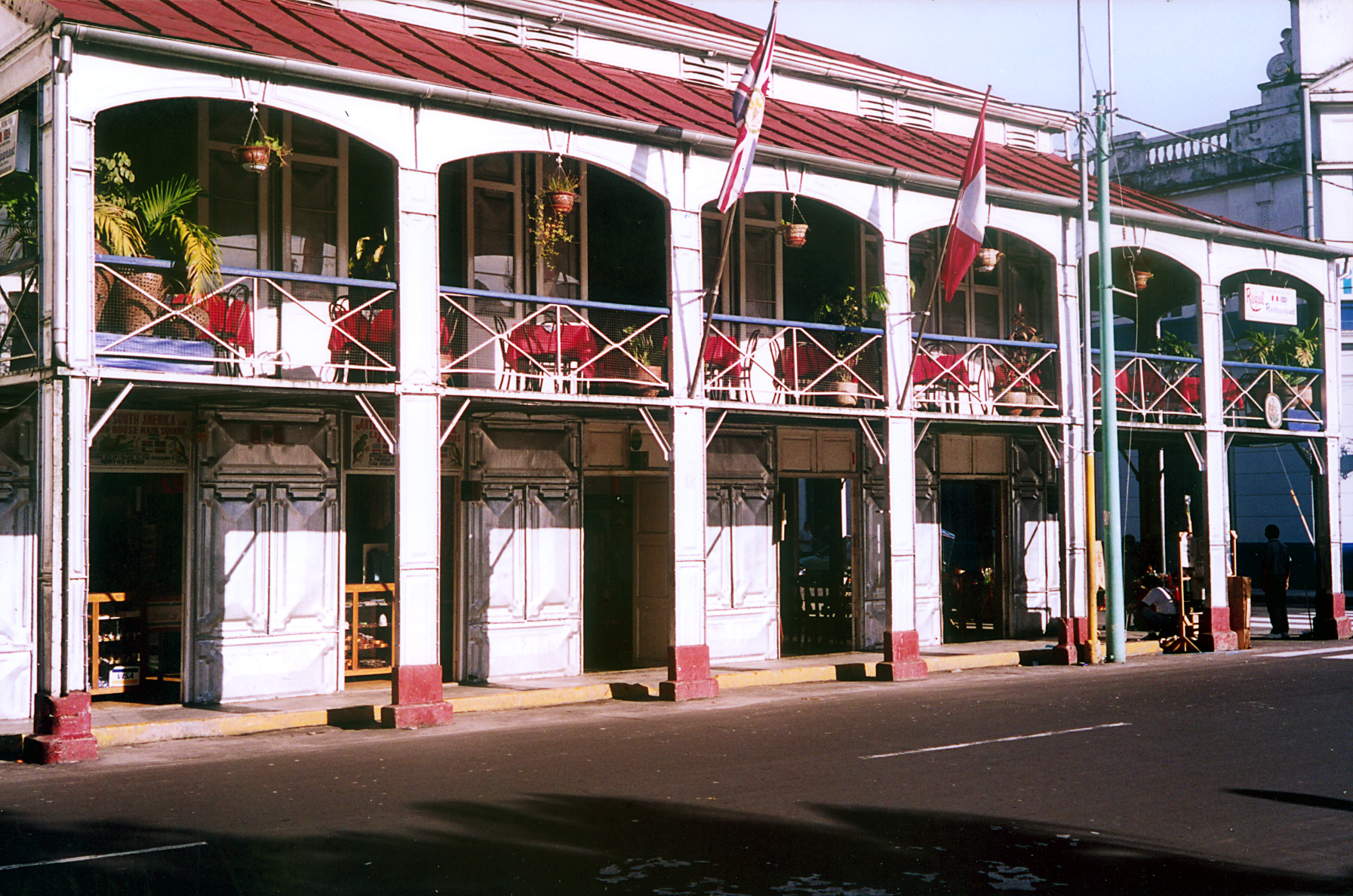
Casa de Fierro
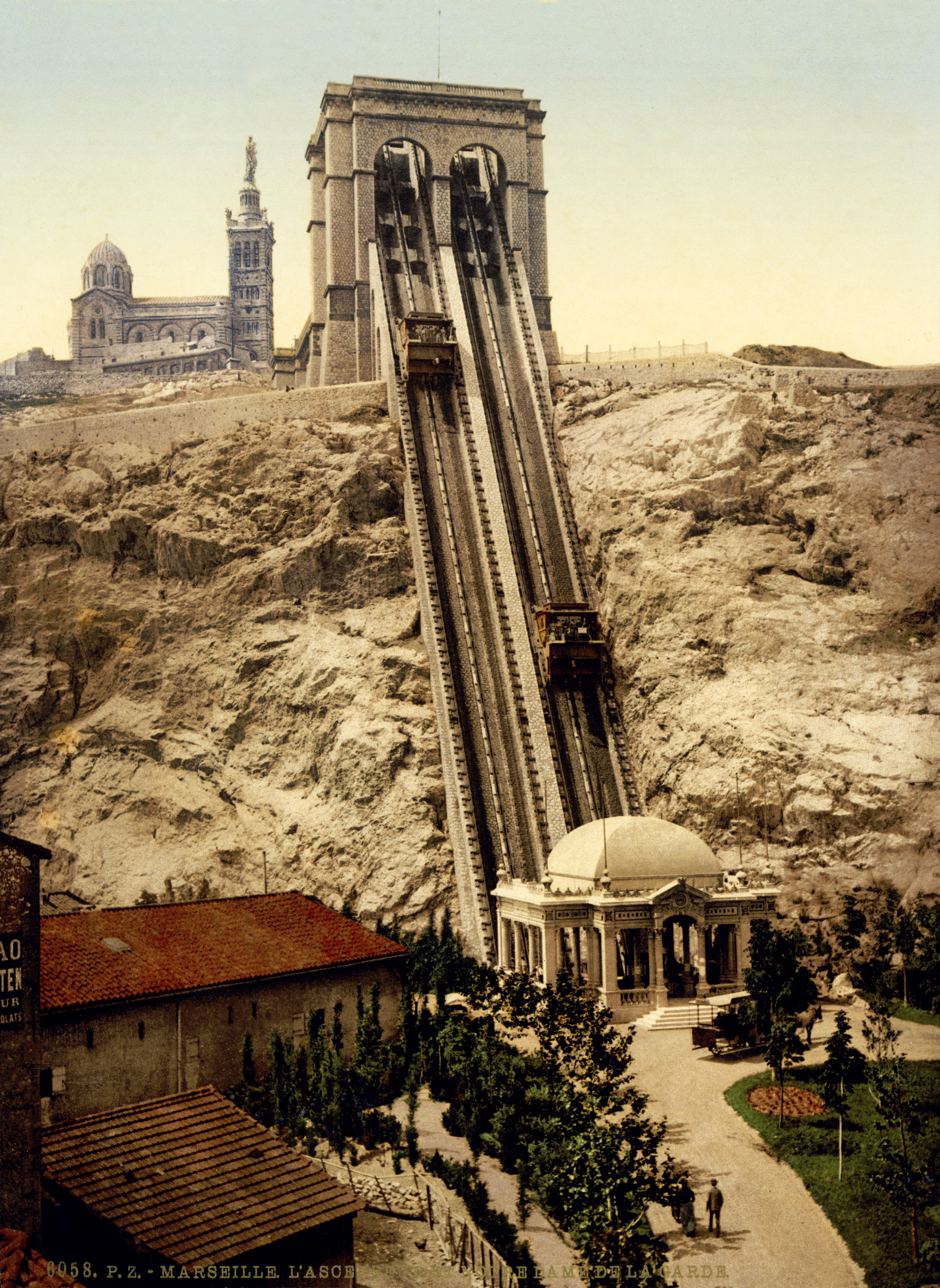
Lanovka k basilice v Marseille

## Dílo

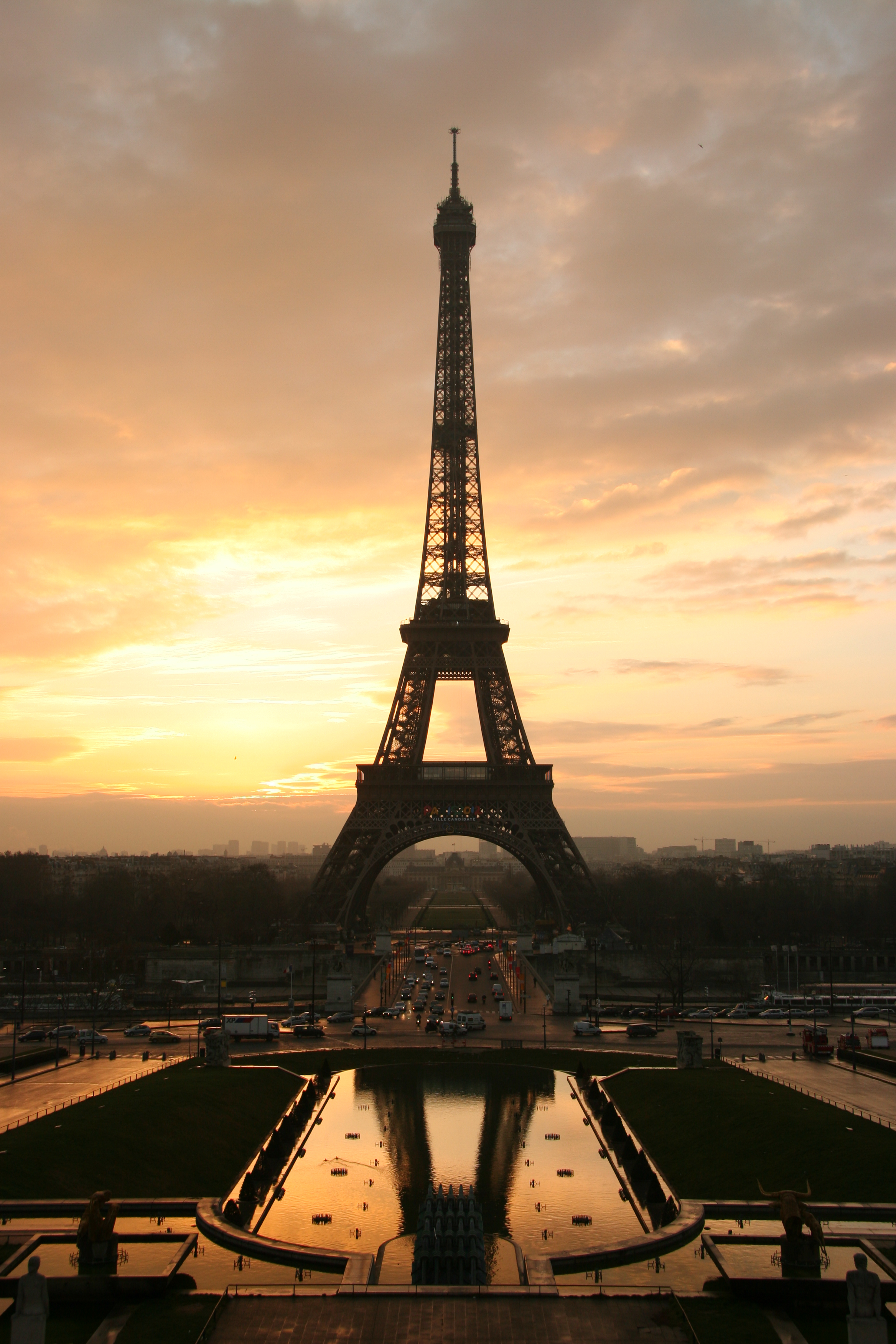
Eiffelova věž

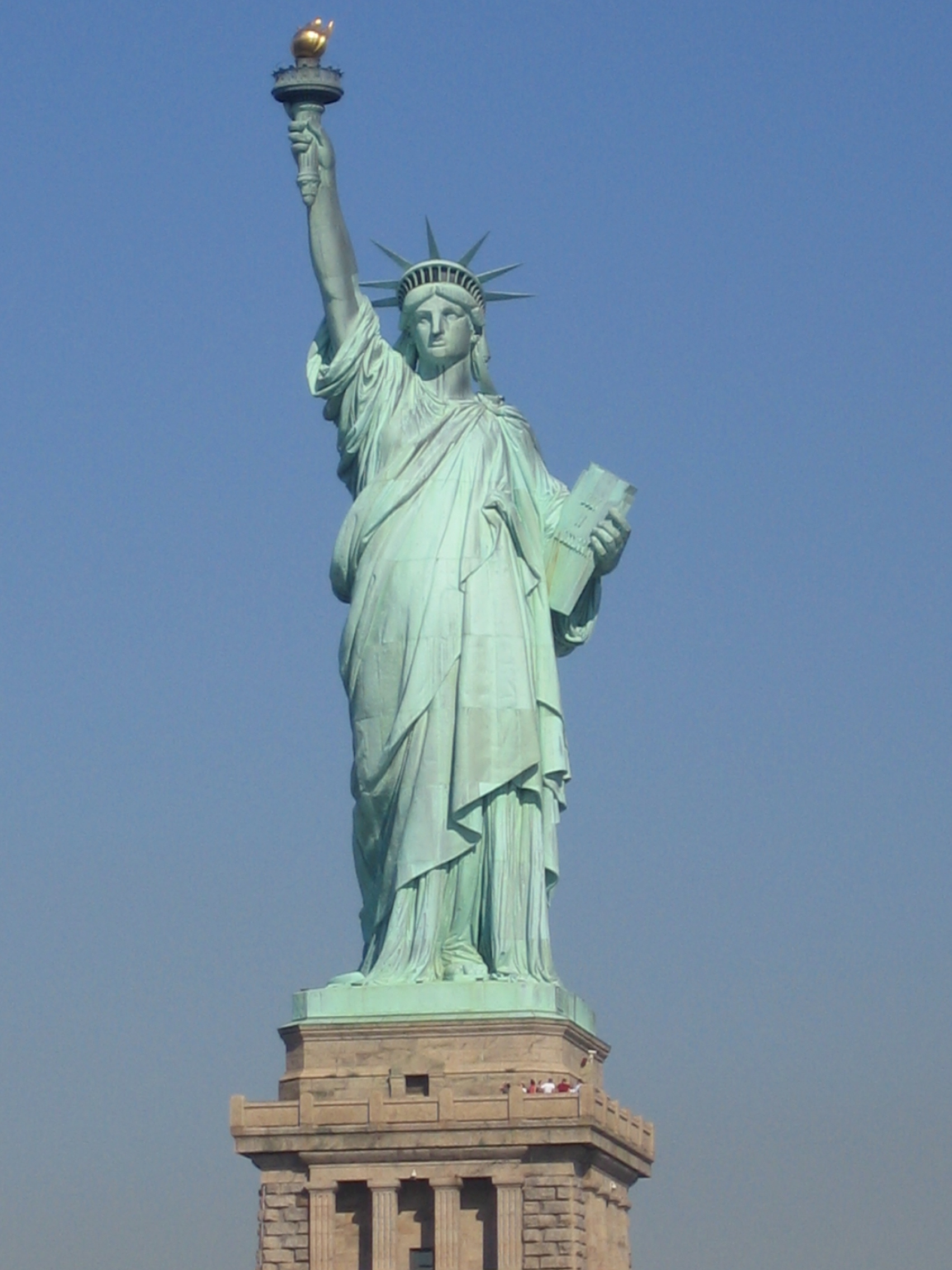
Socha Svobody

### Budovy a stavby
- Katedrála San Pedro de Tacna, Peru
- Grand Hotel Traian Iași, Rumunsko
- Konak Pier, İzmir, Turecko
- Nádraží v Toulouse, Francie (1862)
- Nádraží v Agen, Francie
- Kostel Notre Dame des Champs, Paříž (1867)
- Synagoga v Rue de Passarella, Paříž (1867)
- Divadlo Follies, Paříž (1868)
- Plynárna, La Paz, Bolívie (1873)
- Plynárna, Tacna, Peru (1873)
- Kostel San Marcos, Arica, Chile (1875)
- Katedrála San Pedro de Tacna, Peru (1875)
- Lycée Carnot, Paříž (1876)
- Nádraží Budapest-Nyugati pályaudvar, Budapešť, Maďarsko (1877)
- Okrasná fontána Tří Grácií, Moquegua, Peru (1877)
- Maják na ostrově Ruhnu, Estonsko (1877)
- Observatoř v Nice, Francie (1886)
- Socha Svobody, Liberty Island, New York, Spojené státy americké (1886)
- Colbert Bridge, Dieppe, Francie (1888)
- Eiffelova věž, Paříž (1889)
- Divadlo Paradis Latin, Paříž (1889)
- Casa de Fierro, Iquitos , Peru (1892)
- Kostel Santa Barbara, Santa Rosalia, Mexiko (1896)
- Aerodynamický tunel EIFFEL, Paříž, Auteuil (1911)
- Tržnice, Olhão, Portugalsko
- Estación Central (hlavní vlakové nádraží), Santiago, Chile
- El Palacio de Hierro, Orizaba, Veracruz, Mexiko
- Palácio de Ferro, Maputo, Mosambik
- Palácio de Ferro, Angola
- Catedral de Santa María, Chiclayo, Peru
- Condo Acero, Monterrey, Mexiko
- Likérka Combier, Saumur (údolí Loiry), Francie
- autobusové i vlakové nádraží v La Paz
- Kostel v Coquimbo, Chile
- Divadlo Fénix, Arequipa, Peru
- Tržnice San Camilo, Arequipa, Peru
- Kostel v Santa Rosalia, Baja California Sur, Mexiko
- Maják na ostrově São Thomé, Campos, Brazílie
- Pabellon de la Rosa, Piriapolis, Uruguay
- Městská tržnice, Manaus, Brazílie
- La Cristalera, přístavní sklady, El Puerto de Santa María, Španělsko
- Clock Tower, Monte Cristi, Dominikánská republika
- Plaza del Mercado (tržnice), Mayagüez, Portoriko

### Mosty a viadukty
- Železniční most přes řeku Garonna, Bordeaux (1861)
- Viadukt přes řeku Sioule (1867)
- Viadukt v Neuvial (1867)
- Otočný most v Dieppe (1870)
- Pont de Ferro nebo Pont Eiffel, Girona, Španělsko (1876)
- Ponte Maria Pia (viadukt Douro), (1877)
- Most Cubzac přes řeku Dordogne, Francie (1880)
- Silniční most přes řeku Tisu u Szegedu, Maďarsko (1881)
- Viadukt Garabit, Francie (1884)
- Most Imbaba přes řeku Nil, Káhira, Egypt (1892)
- Most v Zrenjaninu (1904) (demontován v roce 1969)
- Silniční most přes řeku Lay v departementu Vendée, Francie
- Birsbrücke, Münchenstein, Švýcarsko, zřítil se 14. června 1891, zahynulo více než 70 lidí
- Most přes Šeldu v Temse, Belgie
- Viadukt Souleuvre (1893) (mostovka odstraněna, pilíře zůstaly)
- Most v Viana do Castelo, Portugalsko (1878)
- Železniční most přes řeku Coura, Caminha, Portugalsko.
- Most přes řeku Prut v Ungheni mezi Moldavskem a Rumunskem (1877)
- most Ajfel, Sarajevo, Bosna a Hercegovina
- Most “Long Biên Bridge” ve městě Hà Nội, Vietnam.
- Most Trường Tiền v Huế, provincie Thua Thien-Hue, Vietnam.
- Bolívar Bridge, Arequipa, Peru
- Železniční most Puente Ferroviario Banco de Arena u Constitución, Chile
- Most v Trujillo Alto (nevyužíván), Portoriko
- Puente Libertador, San Cristóbal, Venezuela
- Železniční most mezi Cagveri a Cemi na úzkorozchodné dráze Bordžomi – Bakuriani, Gruzie